# Зигана (новый тоннель)
Новый горный тоннель Зигана (тур. Yeni Zigana Dağı Tüneli) — автомобильный туннель в Черноморском регионе Турции. Расположен на границе илов Гюмюшхане и Трабзон, через туннель проходит маршрут D.885 / E97 между Торулом на юге и Мачкой на севере.
Новый двухтрубный тоннель, расположенный недалеко от горы Зигана в Понтийских горах, является самым длинным туннелем в стране и имеет длину 14 481 м.
Он построен для преодоления перевала Зигана длиной 2032 м и старого тоннеля, сокращает маршрут примерно на 8 км и время в пути на двадцать минут.